# Бугайчик рудий
Буга́йчик рудий (Ixobrychus cinnamomeus) — вид птахів родини чаплевих (Ardeidae).

## Поширення
Вид поширений в тропічній і субтропічній Азії від Індії до Китаю та Індонезії. Переважно осілий, але деякі північні популяції мігрують на невеликі відстані. Місцем його розмноження є зарості очерету.

## Опис
Це невеликий вид, розміром близько 38 см у довжину. У нього коротка шия та трохи довгий дзьоб, самець рівномірно коричневий зверху та рудий знизу. Самиця схожа, але спина і верхівка коричневі.

## Спосіб життя
Бугайчик рудий розмножується в очеретяних заростях, гніздиться на платформі з очерету в чагарниках. Відкладає від чотирьох до шести яєць. Харчується комахами, рибою і земноводними.